# Ray Klivecka
Ray Klivecka (...) è un allenatore di calcio lituano naturalizzato statunitense.

## Carriera
Nativo della Lituania, si formò calcisticamente nella rappresentativa della Long Island University, segnando nei tre anni di militanza 55 reti, venendo inserito nel famedio dell'università nel 2000.
Ha allenato la Nazionale Under-20 di calcio degli Stati Uniti d'America per le qualificazioni, fallite, per i mondiali di categoria del 1977.
Tra il 1978 ed il 1979 è assistente allenatore presso i N.Y. Cosmos, divenendone poi allenatore nella NASL 1979, subentrando ad Eddie Firmani, incarico da cui venne sollevato a stagione in corso dopo 15 vittorie e 4 sconfitte, venendo sostituito da Alex Perolli.
Nella NASL 1980 venne chiamato alla guida del Rochester Lancers, incarico da cui venne sollevato a stagione in corso, venendo sostituito da Alex Perolli.
Dal 1980 al 1982 guida nella Major Indoor Soccer League per due stagioni i Buffalo Stallions, raggiungendo in entrambe le occasioni i quarti di finale.
Nel dicembre 1984 ritorna ai Cosmos che guiderà nella Major Indoor Soccer League 1984-1985, nuovamente in sostituzione di Eddie Firmani. Nel gennaio 1986 citò in giudizio i Cosmos ed i suoi dirigenti, tra cui Giorgio Chinaglia, per il mancato pagamento di $100.000 tra stipendi e premi.